# Místodržitelství
Místodržitelství (německy Statthalterei) byl nejvyšší úřad jednotlivých rakouských korunních zemí, který zde pod vedením místodržitele (místodržícího) jmenovaného císařem vykonával státní správu. Výrazem samosprávy těchto zemí byly zemské sněmy a z nich odvozené zemské výbory. Místodržitelství vznikla v roce 1850 jako nástupce gubernií a existovala až do zániku monarchie, tedy do roku 1918. Zřízena byla ale jen ve větších zemích, jako byly Čechy nebo Morava, např. ve Slezsku působnost místodržitelství vykonávala zemská vláda v čele se zemským prezidentem.

## Historie

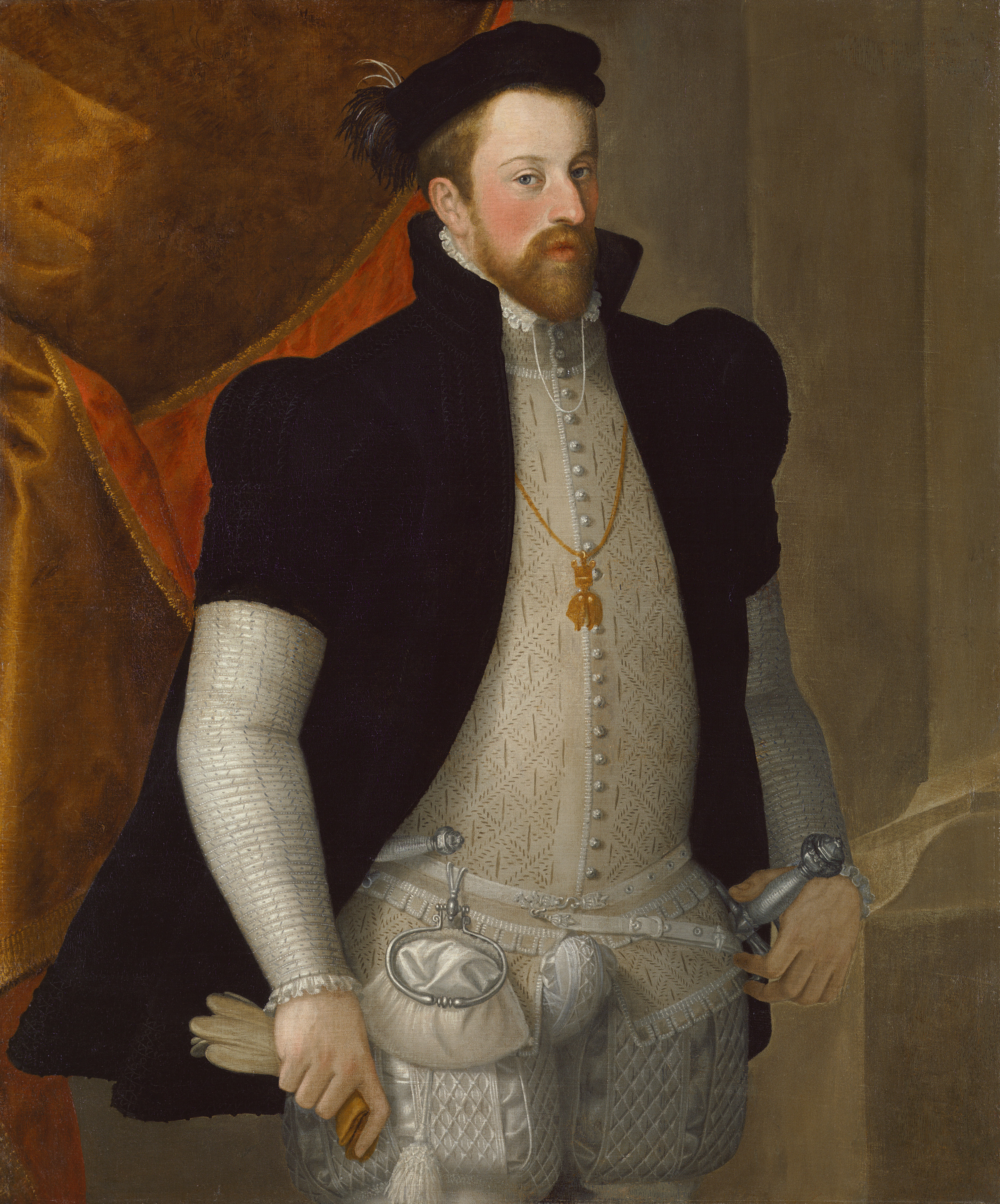
Místodržící Ferdinand II Tyrolský

V počátcích své existence byla místodržitelství spíše jen převodovým článkem mezi kraji a ústřední vládou, ačkoli místodržitelé alespoň stáli v čele zemských školských, finančních, zdravotních a stavebních úřadů. Teprve postupem času, s tím, jak se omezovaly pravomoce krajů, až byly nakonec zrušeny (na Moravě 1860, v Čechách v roce 1862), rostl význam jednotlivých místodržitelství. Tím se také rozšiřoval jejich aparát, např. české místodržitelství se sídlem v Praze zaměstnávalo 102 úředníků a dalších 132 praktikantů. Jejich pravomoci a postavení nakonec upravoval zákon z roku 1868, místodržitelé především ve své zemi zastupovali císaře a hájili zájmy ústřední vlády vůči samosprávným orgánům země. Místodržitelství měla ve své kompetenci např. policii, veřejný pořádek, dopravu, dozor na tiskem, publikaci zemských zákonů, cizineckou agendu, církve, živnosti či spolky a divadla. Vykonávala také dozor nad nižšími správními úřady, byla druhou instancí vůči okresním hejtmanstvím a statutárním městům (v Čechách Praha a Liberec, na Moravě Brno, Olomouc, Jihlava, Znojmo, Uherské Hradiště a Kroměříž). Ačkoli za výkon těchto pravomocí byl každý místodržící odpovědný příslušnému ministrovi, šlo o všemocné úřady kontrolující veškerý veřejný život v dané zemi.